# NGC 7435
NGC 7435 (również PGC 70116 lub UGC 12267) – galaktyka spiralna z poprzeczką (SBa), znajdująca się w gwiazdozbiorze Pegaza. Odkrył ją 12 października 1855 roku R.J. Mitchell – asystent Williama Parsonsa.